# انگس دیتن (بازیگر)
اَنگِـس دیتـِن (انگلیسی: Angus Deayton؛ ‎/ˈdiːtən/‎؛ زادهٔ ۶ ژانویهٔ ۱۹۵۶) بازیگر، مجری تلویزیون، و فیلم‌نامه‌نویس اهل بریتانیا است. وی از سال ۱۹۸۰ میلادی تاکنون مشغول فعالیت بوده‌است.
از فیلم‌ها یا برنامه‌های تلویزیونی که وی در آن نقش داشته‌است، می‌توان به مستر بین، بلک ادر، تاب خوردن با فینکل‌ها، پسر قد بلند و الیزابت اشاره کرد.